# 忍者外傳 龍劍
《忍者外傳 龍劍》是一款由Team Ninja開發并由特库摩發售在任天堂DS平台上的動作遊戲。本作是第一款由Team Ninja团队开发的掌机作品，也是忍者外傳系列继《忍者龙剑传GB：摩天楼决战》后第二款登陆任天堂掌机平台的作品。
《忍者外傳 龍劍》于2008年3月20日于日本发售、2008年3月25日在北美发售、2008年6月27日在欧洲地区发售。截止2009年2月，本作在全球已销售34万余套。

## 概要
在NDS平台上面徹底發揮觸控機能的作品，故事背景為Xbox《忍者外傳》的延伸，監督仍然是板垣伴信，但是這次卻一反追逐高性能畫面的理念而改選操控新穎的NDS，據說是因為當時板垣伴信因為某些原因拒絕在鐵拳跨足過的平台製作遊戲，而恰巧當時不久前鐵拳已經在PSP推出過作品。
打破NDS主機性能限制的畫面表現讓人大為讚嘆，難度比起正宗的忍者外傳要低一些，礙於NDS卡匣的容量限制，所有過場都以插圖的方式程現，反而造就了懷舊的風格。遊戲的特徵是縱向拿著NDS（將主機逆時針轉90度），有別於過去使用手把的一貫玩法，NDS的觸控機能在本作上面發揮得淋漓盡致，除了格擋敵方攻擊以外一概使用觸控筆來操作。
由於玩家在遊玩的時候會因為緊張而過度施力去觸控NDS的畫面，也有因長時間遊玩導致NDS機能受損的案例，所以在坊間也被冠上「NDS殺手」的封號。難度比起正宗的忍者外傳要低一些，但是依然有一定水準的難度，敵兵的AI至少保留了忍者外傳一半以上的水準。只有預約美版的玩家可以拿到龍劍造型的觸控筆（特典贈品，非賣品）。
缺點是觸控的誤判機率不低，比方集氣攻擊是用處控筆一直摩擦畫面，但是卻常常在下筆的時候太輕而變成先砍幾刀才開始集氣，一般難度下不會有明顯的感受，但是到了超忍之道(Hard)的時候卻成為致命的缺陷。
本作也追加了新的女性角色紅葉，第一章教學關卡就是使用這個角色，並且在達到特定條件後，可以全程使用，但是紅葉的難度「女忍之道」是獨立的，難度介於忍之道(Easy)和悟之道(Normal)之間。
本作也可以利用Wi-Fi無線網路與全世界的玩家競爭Karma分數。可惜的是本作放任玩家使用非法外掛，導致線上排行榜的名次被亂洗一通，正常的玩法所獲得的名次都被排擠到數千名以後。

## 人物
- 隼龍 （聲：堀秀行）
- 紅葉 （聲：皆口裕子）
- 村正 （聲：青野武）
- 御婆 （聲：江森浩子）

## 相關情報
- 由美國出身的歌手兼模特兒莉亞·迪桑擔任代言人。
- 於2007年東京電玩展展出並播放由莉亞·迪桑玩此遊戲時的宣傳影片。

## 外部連結
- 忍者外傳 龍劍 官方網站